# Coș de fum

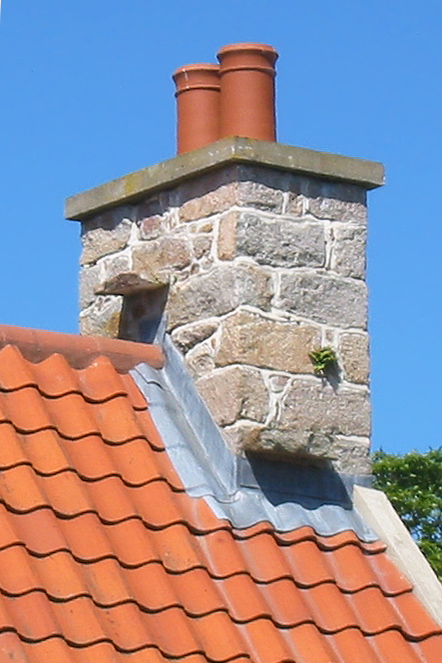
Coş de fum

Coșul de fum sau hornul este un sistem de evacuare a gazelor arse produse în urma procedeului de ardere.
Pentru ca evacuarea gazelor arse să fie eficientă și durabilitatea coșului de fum să fie mare, este nevoie ca sistemul de coș de fum să îndeplinească anumite condiții, de exemplu:
- să ofere tirajul necesar arderii combustibilului, altfel fumul produs în urma arderii nu va fi evacuat ci refulat în încăperea unde se află focarul, cu posibilitatea de a produce pagube materiale sau chiar intoxicare;
- în cazul formării condensului, materialul coșului să nu absoarbă condensul ci să-l elimine din coșul de fum printr-un orificiu situat la baza coșului, deoarece acesta conține acizi care distrug atât peretele coșului de fum cât și alte obiecte situate în imediata apropiere a coșului;
- Procesul de condensare este inevitabil, însă reducerea cantității de condens format este realizabilă prin metoda de izolare a coșului de fum, astfel coșul de fum se menține la o temperatură mai apropiată gazului care se emană și ca urmare fumul emanat sub formă de gaz nu se va transforma în vapori.

## Întreținerea coșului de fum
Pentru o funcționare bună orice obiect mobil sau imobil trebuie întreținut. Nu este excepție nici în cazul coșului de fum. Se recomandă verificarea și după necesități curățarea coșului de fum de două ori pe an: înaintea începerii sezonului de încălzire, și la jumătatea acesteia.

## Meserie străveche cu tehnologii noi
Meseria de hornar (coșar) este o meserie străveche având originea încă din sec. XVI-lea. Mai de mult erau folosiți copiii pentru aceasta, datorită lipsei de tehnologii, unelte, scule. Astăzi meseria de hornar se practică de către oameni instruiți special, cu aparate speciale pentru verificarea și curățarea coșului de fum.